# Rhopalura elongata
Rhopalura elongata är en djurart som beskrevs av Shtein 1953. Rhopalura elongata ingår i släktet Rhopalura, och familjen Rhopaluridae.
Artens utbredningsområde är Norra Ishavet. Inga underarter finns listade i Catalogue of Life.